# أوسبورن دوغلاس
أوسبورن دوغلاس (بالإنجليزية: Osborne Douglas)‏ (14 مارس 1880 في أستراليا - 24 أبريل 1918 في فرنسا) هو لاعب كريكت أسترالي. لعب مع فريق تسمانيا للكريكت.

## وصلات خارجية
- أوسبورن دوغلاس على موقع إي آس بي آن كريك إنفو (الإنجليزية)